# PQ–8-as konvoj
A PQ–8-as konvoj egy hajókaraván volt, amelyet a szövetségesek a második világháború során a Szovjetunióba indítottak. A PQ kód azt jelentette, hogy a rakomány nyugatról tart a Szovjetunióba, a 8 a sorszámát jelöli. A nyolc
teherhajó és kísérőik 1942. január 8-án indultak el az izlandi Hvalfjörðurból, és 1942. január 17-én érkeztek meg Arhangelszkbe. A kikötőt valamennyi kereskedelmi hajó elérte.
A Matabele rombolót január 17-én 22 óra 21 perckor, nagyjából 30 kilométerre a Kola-öböl bejáratától a Burckhard Hackländer irányította, az Ulan farkasfalkában vadászó U–454 megtorpedózta. A hadihajó elsüllyedt, 236 tengerész meghalt, kettő életben maradt. A búvárhajó megrongálta a Harmatris teherhajót és elsüllyesztette a konvojhoz nem tartozó Jenyiszej halászhajót.

## A hajók

### Kereskedelmi hajók
| A hajó neve      | Nemzetisége        |
| ---------------- | ------------------ |
| British Pride    | Egyesült Királyság |
| British Workman  | Egyesült Királyság |
| Dartford         | Egyesült Királyság |
| El Almirante     | Panama             |
| Harmatris        | Egyesült Királyság |
| Southgate        | Egyesült Királyság |
| Sztarij Bolsevik | Szovjetunió        |

### Kísérőhajók
| A hajó neve      | Nemzetisége        | Típusa        | Veszteség                |
| ---------------- | ------------------ | ------------- | ------------------------ |
| HMS Harrier      | Egyesült Királyság | Aknaszedő     |                          |
| HMS Hazard       | Egyesült Királyság | Aknaszedő     |                          |
| HMS Matabele     | Egyesült Királyság | Romboló       | Az U–454 elsüllyesztette |
| HMS Sharpshooter | Egyesült Királyság | Aknaszedő     |                          |
| HMS Somali       | Egyesült Királyság | Romboló       |                          |
| HMS Speedwell    | Egyesült Királyság | Aknaszedő     |                          |
| HMS Trinidad     | Egyesült Királyság | Könnyűcirkáló |                          |